# Bateriki
Bateriki (rus: Батерики; tàtar: Байтирәк, Baitirek) és un poble del krai de Perm, a Rússia, que el 2016 tenia 339 habitants. Es troba al marge esquerre del riu Xavka.